# Fiq

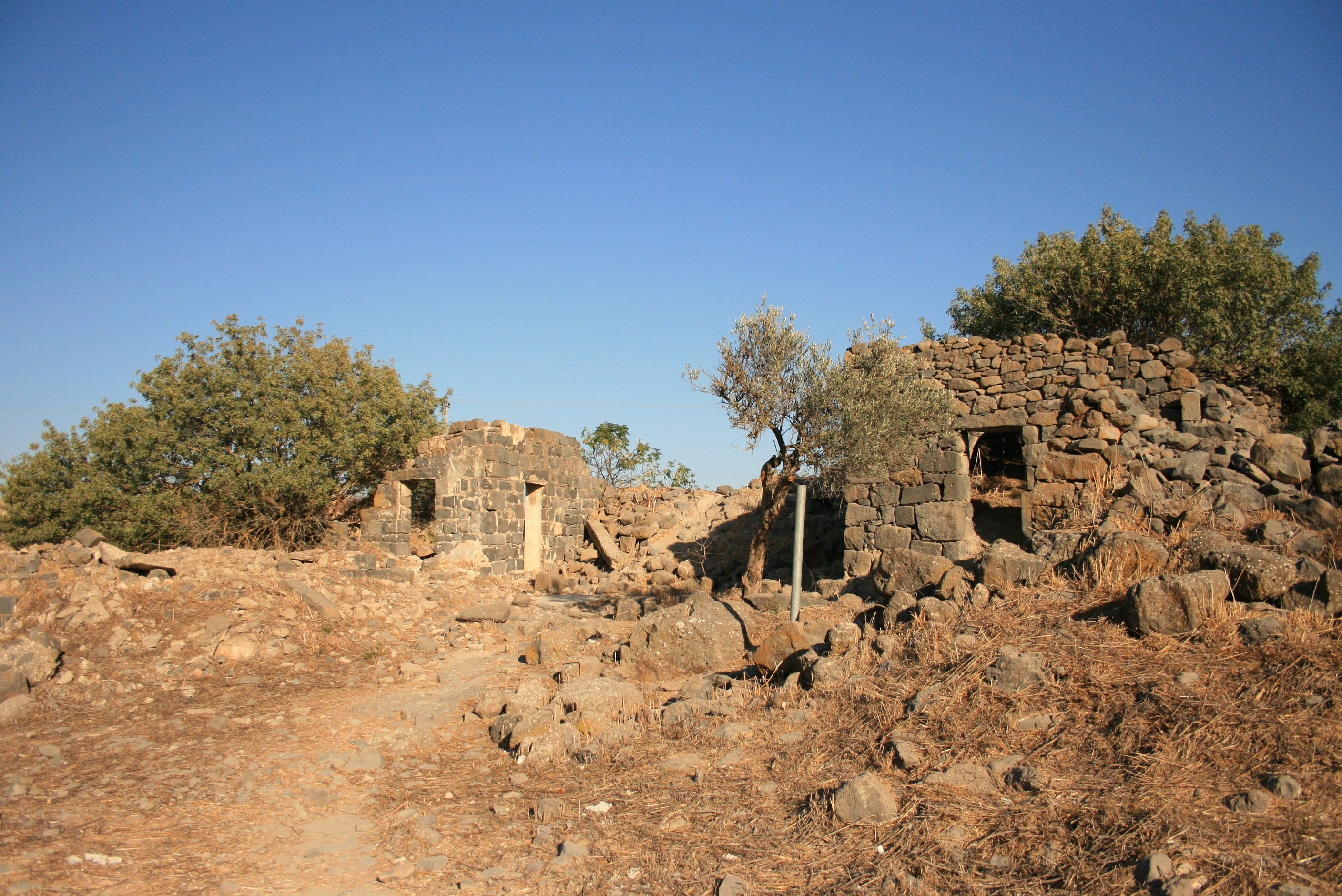
Fīq nel 2012

Fīq (in arabo فيق‎?) è il nome di una cittadina, ormai abbandonata, nella parte meridionale delle alture del Golan siriano, occupate militarmente da Israele in seguito alla Guerra dei 6 giorni del giugno del 1967. In precedenza faceva parte amministrativamente del Governatorato di Quneitra, sorgeva a 349 metri s.l.m. e aveva 2000 abitanti al momento in cui l'area fu evacuata a causa dell'occupazione militare, tuttora in atto, dell'IDF. 
Il Kibbutz israeliano di Afik fu costruito sullo stesso suo sito.

## Storia
Fīq era un'antica cittadina ampia circa 100 dunum, sorta su una collina oggi d'interesse archeologico. Le indagini e le limitate prospezioni intraprese nel sito hanno consentito il rinvenimento di un certo numero di frammenti risalenti alla media Età del bronzo II nel Vicino Oriente (3000–2700 a.C.), nei periodi delle età ellenistica e medio-romana, mentre la maggior parte dei ritrovamenti risale al periodo bizantino, omayyade, abbaside e mamelucco.

### Periodo tardo antico
Fīq è stata identificata dall'autore del IV secolo Eusebio come la biblica Afiq.
Durante il periodo tardo antico, Fīq aveva una popolazione mista di cristiani, ebrei e pagani. Numerose iscrizioni in latino e Greco furono scoperte nel sito. Una di esse può aver fatto riferimento a un passaggio dei Salmi, e un'altra, incisa su una roccia basaltica, si pensa appartenesse a una chiesa o a una dedica di una cappella, e menziona un vescovo, un presbitero e un diacono. Una presenza ebraica ad Afiq è attestata da un passaggio della Mishnah e del Talmud.
Una scoperta di un certo rilievo a Fīq è stata quella relativa a una colonna adornata da una menorah a sette bracci, recante l'iscrizione "Io sono Judah il cantore", in Aramaico giudaico palestinese.  Si pensa che questa colonna una volta si trovasse in una sinagoga locale durante il dominio bizantino. Dopo che Fīq era stata scoperta nel XIX secolo, di essa non si parlò più per lungo tempo, quasi che fosse scomparsa, prima di essere nuovamente "scoperta" da soldati israeliani in un cimitero siriano vicino Quneitra, nel Golan. Oggi fa parte del Golan Archaeological Museum.

### Primo periodo islamico
Lo storico musulmano del IX secolo Baladhuri elenca Aphek tra i villaggi e fortini conquistati durante le operazioni di conquista islamica del Vicino Oriente nel 638 d.C. Nell'XI secolo, lo storico e geografo Yāqūt ricorda Aphek nel suo lavoro di geografia del Muʿjam al-buldān, lamentando il fatto che i residenti chiamassero la località "Fīq".
Fiq è stata localizzata su una delle poche strade che collegano la Galilea e le Alture del Golan, parte del sistema vitale di itinerari tra Egitto e Siria. 
Un'iscrizione rinvenuta presso Fīq e risalente al 692 attribuisce al Califfo omayyade ʿAbd al-Malik (r. 685-705) e a suo zio Yaḥyā ibn al-Ḥakam il livellamento della "aqaba" per l'inaugurazione della nuova strada che collegava la capitale omayyade Damasco a Gerusalemme. Si tratta della più antica iscrizione araba relativa alla costruzione di una strada durante l'epoca islamica.

### Periodo ayyubide
Gli Ayyubidi costruirono un caravanserraglio sulla ʿAqaba (passo) di al-Fīq ai primi delXIII secolo, chiamandolo col termine di "Khān al-ʿAqaba", le cui rovine sono tuttora visibili. 
Verso il 1225, durante il periodo ayyubide, il geografo siriano Yaqut al-Hamawi notò che il convento chiamato Dayr Fīq era molto venerato dai cristiani e ancora frequentato da viaggiatori.

### Periodo ottomano
Nel 1596, Fīq nel periodo ottomano compare nei registri delle tasse, come parte della nāhiya del Jawlān occidentale nel Qaḍāʾ del Hauran. Essa era totalmente popolato da musulmani e ospitava 16 famiglie e 9 abitazioni individuali. Le tasse erano dovute per la produzione di grano, orzo, colture estive, miele, ulivi e per l'allevamento di capre.

### XIX secolo
Nel 1806, l'esploratore tedesco Seetzen vide che Fīq aveva 100 abitazioni fatte in basalto, molte delle quali erano abitate da cristiani e le rimanenti da musulmani 
Nel 1875, l'esploratore francese Victor Guérin scoprì che Fīq era stata divisa in quattro quartieri, ognuno amministrato dal suo shaykh. La maggior parte delle abitazioni avevano resti di antichi edifici. Il villaggio fruiva di abbondante acqua fresca. Quando Gottlieb Schumacher esplorò l'area negli anni Ottanta del XIX secolo, descrisse Fīq come un vasto villaggio con quasi 400 abitanti, con circa 160 case di pietra "tollerabilmente" ben costruite, di cui solo 90 abitate.

### Guerra del 1967

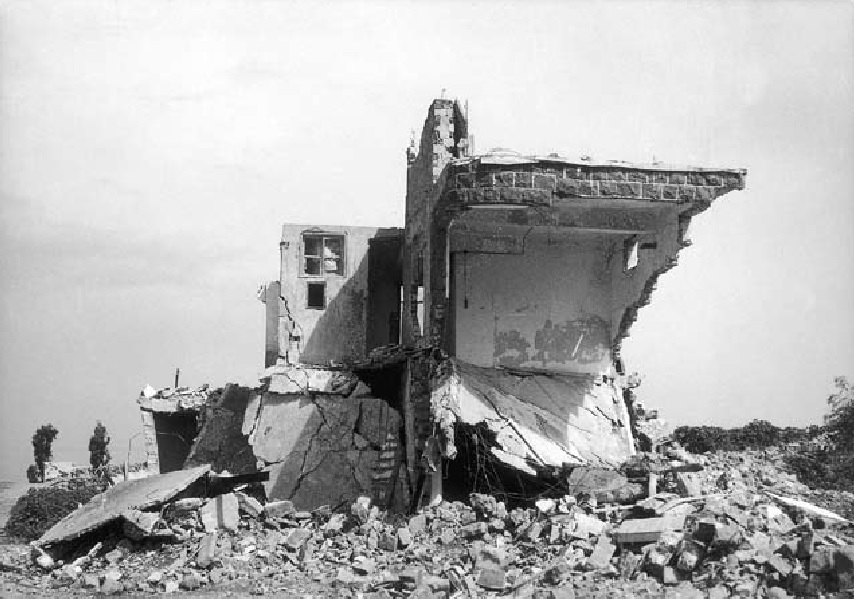
Demolizione israeliana di una casa a due piani di Fīq, 1967

Al tempo dello spopolamento della sua popolazione nel 1967, la cittadina aveva approssimativamente 2.800 abitanti. Dopo l'occupazione militare d'Israele a seguito della Guerra dei 6 giorni, le forze militari di Tel Aviv cominciarono a distruggere i villaggi siriani sulle alture del Golan. Fīq fu rasa al suolo nel 1967.

## Personalità di rilievo
- Hatem Ali,attore siriano nato a Fīq nel 1962[16]
- Husayn al-Shara', economista siriano e attivista nazionalista arabo, padre di Abu Muhammad al-Julani, attuale leader di fatto dei rivoltosi che hanno costretto il dittatore siriano Bashshār al-Asad a prendere la via dell'esilio.